# Тельяду (Фундан)
Тельяду (порт. Telhado) — район (фрегезия) в Португалии, входит в округ Каштелу-Бранку. Является составной частью муниципалитета Фундан. По старому административному делению входил в провинцию Бейра-Байша. Входит в экономико-статистический субрегион Кова-да-Бейра, который входит в Центральный регион. Население составляет 619 человек на 2001 год. Занимает площадь 17,52 км².